# Pueblo nta
Los nta son un pueblo de agricultores pertenecientes al grupo étnico ekoi. Viven en el norte del Estado de Cross River, Nigeria. Comparten el idioma o conjunto de lenguas bakor con los pueblos nde, nselle, nkim, nkum, ekajuk, nnam, abanyom y efutop, aunque también hablan inglés. Mantienen la organización social ekoi, con grupos de clases de edad y dirigidos por un consejo de ancianos.
Fueron uno de los grupos creadores de las esculturas Akawashi, estelas pétreas que recuerdan a sus jefes míticos. Los grupos más numerosos y también los más logrados y originales se encuentran en las tierras de los nta, donde se hallan unos cincuenta ejemplares de estas esculturas.
Los principales cultivos de su zona son el ñame, la mandioca y el arroz. También cultivan cacao, pimienta, maíz, naranjas, plátanos y okra, que luego comercializan en numerosos mercados de la zona.